# C/2014 F2 (Tenagra)
C/2014 F2 (Tenagra) — одна з довгоперіодичних комет. Ця комета була відкрита 31 березня 2014 року; вона мала 19.8m на час відкриття.